# Варбери
Варбери (на шведски: Varberg) е град в лен Халанд, югозападна Швеция. Главен административен център на едноименната община Варбери. Разположен е на брега на пролива Категат. Намира се на около 420 km на югозапад от столицата Стокхолм и на 70 km на юг от Гьотеборг. Първите сведения за града датират от 1280 г., когато тук е построена крепост. Има жп гара, пристанище и летище. Морски курорт. Радиостанцията край града е в Списъка на световното културно и природно наследство на ЮНЕСКО. Населението на града е 27 602 жители според данни от преброяването през 2010 г.